# Lluïsa Denís Reverter

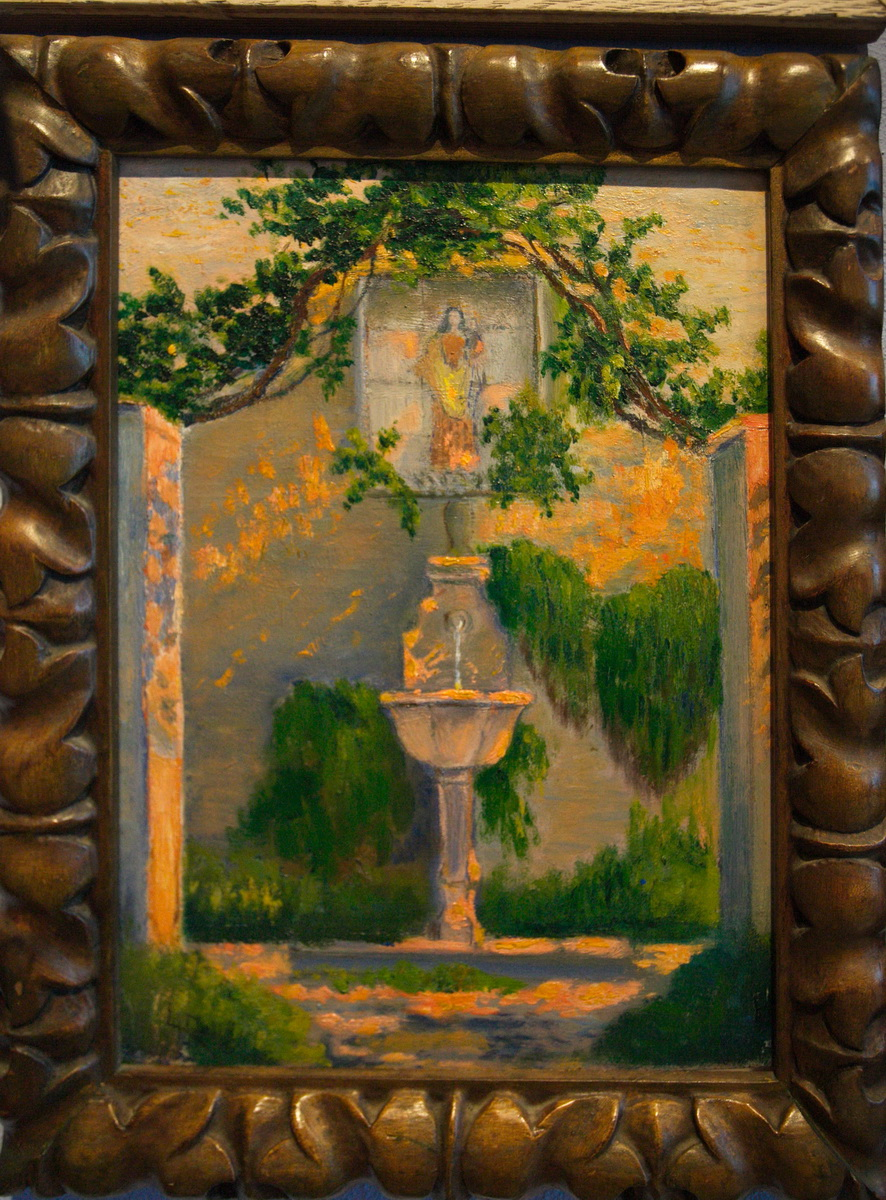
La Fuente de la Virgen (Xàtiva), 1922. Museo del Cau Ferrat.

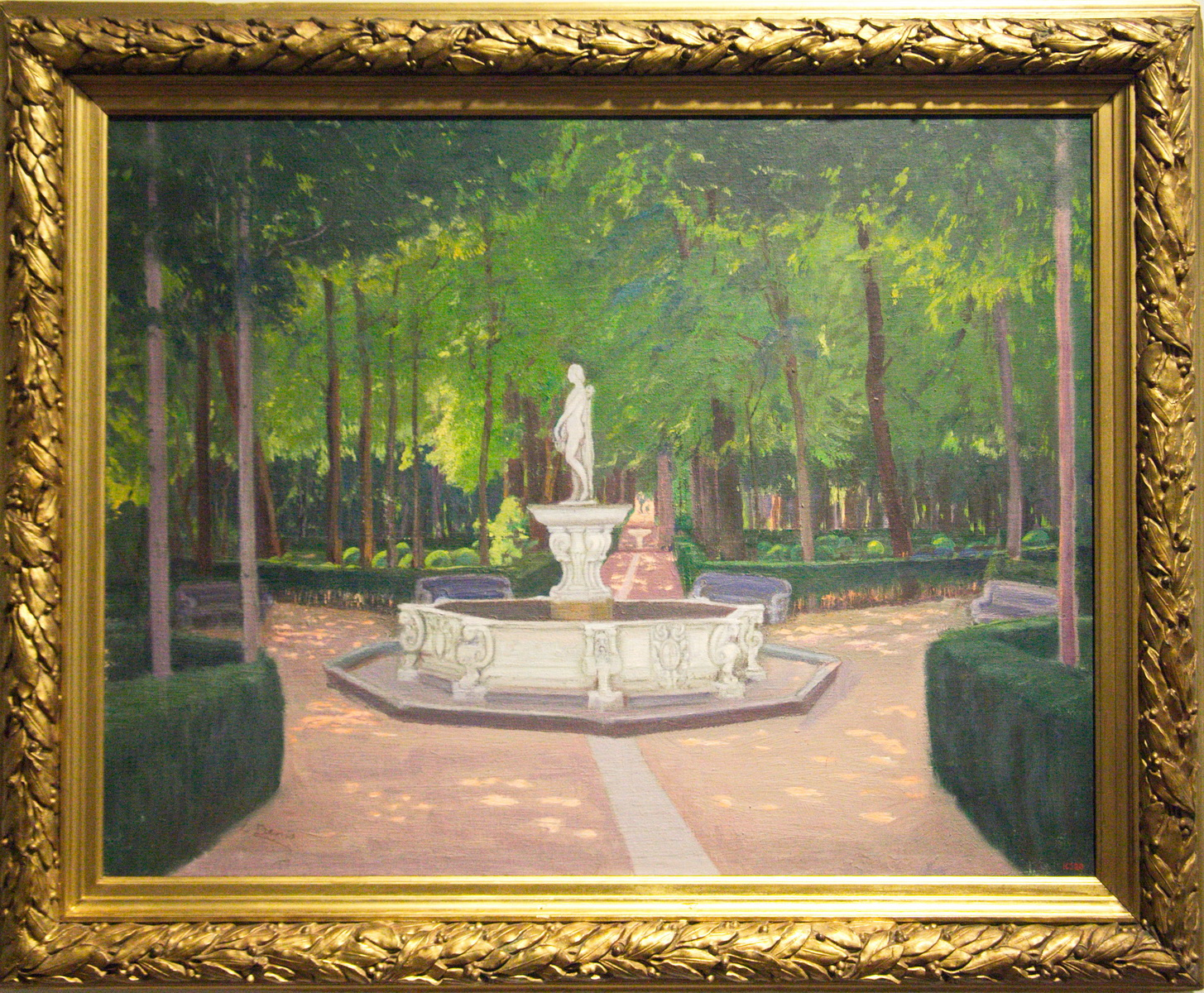
Jardín de la Isla de Aranjuez, 1919. Museo Maricel.

Lluïsa Denís Reverter (Barcelona, 20 de mayo de 1862 - Barcelona, 28 de enero de 1946) fue una artista polifacética: autora teatral, compositora y pintora catalana, de padre francés quien también escribió poesía y teatro. Escribió Los cazadores furtivos (1931), Una venganza como pocas (1931), y el texto y la música de varias zarzuelas y de canciones.

## Orígenes familiares
El abuelo paterno, François Denis, era originario de París y llegó a Cataluña como soldado de artillería del ejército de Napoleón. Participó en el sitio de Girona y se estableció en Barcelona pocos años después, donde se casó con Lluïsa Gené, viuda de Ramon Via y heredera de varias posesiones en La Barceloneta. El hijo 0mayor de la pareja, Agustí Denis, estuvo muy implicado en la vida política y social de la ciudad y se presentó en las elecciones municipales de Barcelona en varias ocasiones. En 1858 se casó con Dolors Reverter, hija de un trabajador de la fábrica que dirigía y originaria de Vinaroz. De este matrimonio nació Lluïsa Denís Ri everter el 20 de mayo de 1862.

## Obra
Una parte de la obra de Lluïsa Denís (cuadros y dibujos) la encontramos en el Museo Cau Ferrat de Sitges, escenario de varias fiestas de carácter modernista entre los años 1892 y 1899  y que fue cedido a la ciudad en el año 1932, un año después de la muerte de Rusiñol, tal y como ponía en su testamento.
Entre su obra encontramos las piezas teatrales Los cazadores furtivos: comedia en un acto y dos cuadros (1931), Una venganza como pocas: tragedia en un acto (1931); y una recopilación de 12 canciones alegres con un carácter algo picante y con aires de cuplé que lleva el nombre de L'alegre cantaire.